# 阿米蒂鎮區 (伊利諾伊州利文斯頓縣)
阿米蒂鎮區（英語：Amity Township）是位於美國伊利諾伊州利文斯頓縣的一個行政鎮區。

## 地方資料
根據2010年美國人口普查的數據，阿米蒂鎮區的面積為94.20平方千米，當中陸地面積為93.90平方千米，而水域面積為0.30平方千米。當地共有人口825人，而人口密度為每平方千米8.76人。